# Jan VI van Soissons
Jan van Luxemburg (1437 - 22 juni 1476) was de oudste zoon van Johanna van Bar en Lodewijk van Saint-Pol. Hij volgde in 1462 zijn moeder op als graaf van Soissons en Marle.
Hij was een militair bevelhebber onder hertog Karel de Stoute en sneuvelde in de slag bij Murten.
Aangezien hij niet gehuwd was, volgde zijn broer Peter II van Saint-Pol hem op.
Hij werd in 1473 gekozen als ridder in de Orde van het Gulden Vlies.

## Voorouders
| Voorouders van Jan van Soissons | Voorouders van Jan van Soissons                                      | Voorouders van Jan van Soissons                                      | Voorouders van Jan van Soissons                                     | Voorouders van Jan van Soissons                                     | Voorouders van Jan van Soissons                                  | Voorouders van Jan van Soissons                                  | Voorouders van Jan van Soissons                                   | Voorouders van Jan van Soissons                                   |
| ------------------------------- | -------------------------------------------------------------------- | -------------------------------------------------------------------- | ------------------------------------------------------------------- | ------------------------------------------------------------------- | ---------------------------------------------------------------- | ---------------------------------------------------------------- | ----------------------------------------------------------------- | ----------------------------------------------------------------- |
| Overgrootouders                 | Jan van Luxemburg-Ligny (1370-1397) ∞ Margaretha van Brienne (-1393) | Jan van Luxemburg-Ligny (1370-1397) ∞ Margaretha van Brienne (-1393) | Frans van Baux (-) ∞ ? (-)                                          | Frans van Baux (-) ∞ ? (-)                                          | Hendrik van Marle (1362-1397) ∞ Maria van Coucy (1366-1405)      | Hendrik van Marle (1362-1397) ∞ Maria van Coucy (1366-1405)      | Robrecht VIII van Bethune (-) ∞ Johanna van Hangouart (1350-1384) | Robrecht VIII van Bethune (-) ∞ Johanna van Hangouart (1350-1384) |
| Grootouders                     | Peter I van Saint-Pol (1390-1433) ∞ Margaretha van Baux (1394-1469)  | Peter I van Saint-Pol (1390-1433) ∞ Margaretha van Baux (1394-1469)  | Peter I van Saint-Pol (1390-1433) ∞ Margaretha van Baux (1394-1469) | Peter I van Saint-Pol (1390-1433) ∞ Margaretha van Baux (1394-1469) | Robert van Bar (1390-1415) ∞ Johanna van Bethune (-1450)         | Robert van Bar (1390-1415) ∞ Johanna van Bethune (-1450)         | Robert van Bar (1390-1415) ∞ Johanna van Bethune (-1450)          | Robert van Bar (1390-1415) ∞ Johanna van Bethune (-1450)          |
| Ouders                          | Lodewijk van Saint-Pol (1418-1475) ∞ Johanna van Bar (1415-1462)     | Lodewijk van Saint-Pol (1418-1475) ∞ Johanna van Bar (1415-1462)     | Lodewijk van Saint-Pol (1418-1475) ∞ Johanna van Bar (1415-1462)    | Lodewijk van Saint-Pol (1418-1475) ∞ Johanna van Bar (1415-1462)    | Lodewijk van Saint-Pol (1418-1475) ∞ Johanna van Bar (1415-1462) | Lodewijk van Saint-Pol (1418-1475) ∞ Johanna van Bar (1415-1462) | Lodewijk van Saint-Pol (1418-1475) ∞ Johanna van Bar (1415-1462)  | Lodewijk van Saint-Pol (1418-1475) ∞ Johanna van Bar (1415-1462)  |
| Jan van Soissons (1437-1476)    |                                                                      |                                                                      |                                                                     |                                                                     |                                                                  |                                                                  |                                                                   |                                                                   |